# Kurt Klein
Kurt Klein (* 2. Juli 1920 in Walldorf (Baden); † 19. April 2002 in Guatemala) war ein US-amerikanischer Unternehmer und Autor deutsch-jüdischer Herkunft. Im Zweiten Weltkrieg gehörte er zu den Ritchie Boys.

## Familie
Kurt Klein war der Sohn von Ludwig und Alice Klein. Er war der jüngste von drei Geschwistern. Sein Vater betrieb in Walldorf bei Heidelberg einen Handel mit landwirtschaftlichen Produkten, wie Getreide, Hopfen und Tabak. Kurt Klein besuchte die Oberrealschule, musste diese aber in der Zeit des Nationalsozialismus verlassen. Er arbeitete bis zu seiner Emigration als Drucker. Seine Schwester Irmgard flüchtete 1936 in die USA und ließ sich in Buffalo, New York nieder. Ihr gelang es, für Kurt ein Affidavit zu besorgen, so dass er ein Jahr später einreisen konnte. Die ersten Jahre lebte er in Buffalo bei Onkel, Tante und Kusine. Kurt Klein fand Arbeit in seinem Beruf als Drucker. in diesem Gewerbe arbeitete er bis zu seiner Pensionierung. Sein Bruder Max flüchtete 1938 in die USA. Die Geschwister versuchten ihre Eltern zu sich holen, was aber nicht gelang. Ludwig und Alice Klein wurden Oktober 1940 im Zuge der Wagner-Bürckel-Aktion aus Deutschland ausgewiesen und in das französische Lager Gurs deportiert, sie wurden in Auschwitz ermordet.

## Leben
Kurt Klein war 1937 in die Vereinigten Staaten geflüchtet. 1942 wurde er amerikanischer Soldat und im „Military Intelligence Training Center“ in Camp Ritchie, Maryland ausgebildet. Deren Absolventen wurden teilweise als Dolmetscher in kleinen sechsköpfigen Gruppen, den „Interrogation of Prisoner Teams“ (IPW Team) eingesetzt. Das Team von Kurt Klein wurde der 5. US-Infanteriedivision („Red Diamond“) zugeteilt, das als Teil der 3. US-Armee unter General George S. Patton auf dem europäischen Kriegsschauplatz kämpfte. Kurt Klein kehrte so als amerikanischer Soldat nach Deutschland zurück. 1945 hatte er den Rang eines 1st Lieutenant.
Am 6. und 7. Mai 1945 – unmittelbar vor Kriegsende – befreite seine Einheit, das 2. Regiment der 5. US-Infanteriedivision, in Volary im Sudetenland jüdische Häftlinge eines Todesmarsches, darunter Gerda Weissmann, die er 1946 in Paris heiratete. Das Paar ließ sich in Buffalo nieder. Unter dem Namen Gerda Weissmann-Klein war seine Ehefrau als Schriftstellerin tätig. Beide gründeten im April 1998 eine eigene Stiftung The Gerda and Kurt Klein Foundation, die sich für die Aufklärung über den Holocaust, die Menschenrechte und die Erziehung zur Toleranz einsetzte.
1987 erfuhr Kurt Klein, dass er im Krieg Oskar Schindler begegnet war. Im Mai 1945 hatte das Team von Kurt Klein eine kleine Gruppe von jüdischen KZ-Häftlingen aufgegriffen. Unter ihnen befand sich der Sudetendeutsche Oskar Schindler, der ebenfalls KZ-Häftlingskleidung trug. Die Gruppe wollte ihren ehemaligen Fabrikdirektor, der vor der Roten Armee flüchtete, in die amerikanische Zone nach Deutschland in Sicherheit bringen. Kurt Klein besorgte Ausweise, ohne zu wissen, um wen es sich in Wirklichkeit handelte. Er brachte die Flüchtlinge in dem Ort Lenora bei Volary unter. Nach zwei Tagen fuhr eine Militärambulanz die Gruppe nach Passau in die amerikanische Zone.
Nach Kriegsende verhörte Kurt Klein in Freising Kriegsgefangene, unter anderen auch den SS-Obersturmbannführer und Hitlers Fahrer Erich Kempka, der in seiner Vernehmung über den Selbstmord Hitlers und die anschließende Leichenverbrennung unter seiner Leitung berichtete.

## Ehrungen
- 2001 wurden Gerda Weissmann-Klein und Kurt Klein als erstes Ehepaar zum Ehrendoktor der Chapman University ernannt.
- 2022 wurden vom 30. Juni bis 3. Juli in Walldorf die Kurt Klein-Tage veranstaltet, an denen auch seine drei Kinder teilnahmen.

## Veröffentlichungen
- mit Gerda Weissmann-Klein: The Hours After: Letters of Love and Longing in War's Aftermath. 2000 (englisch)

## Film, Theater und Musik
- Im US-Dokumentarfilm One Survivor Remembers von 1995 berichten Gerda Weismann und Kurt Klein über ihr Leben.
- Das Theaterstück Gerda’s Lieutenant, geschrieben von Ellen Gordon Reeves und Bennett Singer, wurde 2009 von dem Regisseur Leigh Fondakowski, der auch am Theaterprojekt The Laramie Project mitwirkte, auf die Bühne gebracht. Grundlage waren die Liebesbriefe aus dem Buch The Hours After. Gerda Weissmann wurde von Lynn Cohen und Kurt Klein von Lynn Cohen’s Ehemann Ron Cohen gespielt.
- Im US-Dokumentarfilm About Face von Steven Karras aus dem Jahr 2005 erzählen jüdische Emigranten aus Deutschland und Österreich über ihre Erlebnisse und Erfahrungen als alliierte Soldaten im Zweiten Weltkrieg. Interviewt wurde neben Henry Kissinger auch Kurt Klein.
- Komponist Timo Jouko Herrmann vertonte 2021 Kurt Kleins Poem Song of the Earth als Melodram für Sprecher und Kammerensemble. Die Uraufführung fand am 10. Oktober 2021 im Rahmen der Walldorfer Musiktage statt.[1]